# Célia Foulon
Célia Foulon (* 14. April 1979) ist eine ehemalige französische Ruderin, die 2004 Weltmeisterin war.

## Sportliche Karriere
Die für Reims Reg. startende Célia Foulon belegte bei den Junioren-Weltmeisterschaften 1997 den fünften Platz im Zweier ohne Steuerfrau. Im Jahr darauf erreichte sie in derselben Bootsklasse den sechsten Platz beim Nations Cup, einem Vorläuferwettbewerb der U23-Weltmeisterschaften, 2001 gewann sie zusammen mit Virginie Chauvel den Titel in dieser Bootsklasse. Chauvel und Foulon traten auch bei den Weltmeisterschaften 2001 an und belegten den zwölften Platz. Im Jahr darauf ruderten die beiden Französinnen auf den neunten Platz bei den Weltmeisterschaften 2002.
Im Gegensatz zu Chauvel konnte sich Foulon 2004 nicht für die Olympischen Spiele in Athen qualifizieren. Bei den Weltmeisterschaften 2004, die nur in den nichtolympischen Bootsklassen ausgetragen wurden, trat sie zusammen mit Marjolaine Rossit, Audrey Galy und Marie Le Nepvou im Vierer ohne Steuerfrau an. Die Französinnen siegten mit 1,72 Sekunden Vorsprung vor den Russinnen und den Weißrussinnen. 2005 bildeten Célia Foulon und Marie Le Nepvou einen neuen Zweier ohne Steuerfrau und ruderten auf den achten Platz bei den Weltmeisterschaften 2005. 2006 wechselten beide in den französischen Achter, der bei den Weltmeisterschaften den zehnten Platz belegte.